# George Irving (reżyser)
George Henry Irving (ur. 5 października 1874, zm. 11 września 1961) – amerykański aktor i reżyser filmowy.

## Życiorys
George Irving urodził się w 1874 roku. Swoją karierę rozpoczął jako aktor teatralny na Broadwayu. W 1914 zadebiutował jednocześnie jako aktor i reżyser filmowy. Występował w ponad 250 filmach od 1914 do 1948 roku. Jako reżyser filmowy nie odniósł większych sukcesów. Wyreżyserował 35 filmów niemych.
Prywatnie miał żonę Katherine Gilman i dwie córki: Katherine i Dorothy. Zmarł na atak serca w 1961 roku.

## Filmografia

### Jako reżyser[1]
- 1914: The Jungle
- 1916: What Happened at 22
- 1917: Raffles, the Amateur Cracksman
- 1918: To Hell with the Kaiser!
- 1921: Just Outside the Door
- 1921: The Wakefield Case
- 1923: Lost in a Big City
- 1924: Floodgates

### Jako aktor[2]
- 1914: Paid in Full
- 1924: Wanderer of the Wasteland
- 1924: Na sprzedaż (For Sale)
- 1925: Złota księżniczka (The Golden Princess)
- 1926: Morski orzeł (The Eagle of Sea)
- 1927: Ostatnie przedstawienie (The Last Performance)
- 1927: Skrzydła (Wings)
- 1928: Uciekające dziewczyny (Runaway Girls)
- 1929: U wrót śmierci (Thunderbolt)
- 1929: Kokietka (Coquette)
- 1930: Rozwódka (The Divorcee)
- 1932: Wyspa doktora Moreau (Island of Lost Souls)
- 1936: Syn Draculi (Son of Dracula)
- 1938: Drapieżne maleństwo (Bringing Up Baby)
- 1938: Blind Alibi